# Константин (Меликидзе)
Митрополи́т Константи́н (груз. მიტროპოლიტი კონსტანტინე, в миру Дми́трий Семёнович Мелики́дзе, груз. დიმიტრი სიმონის ძე მელიქიძე; 19 февраля 1925, Баланта, Боржомский район — 20 июля 2000) — епископ Грузинской православной церкви, митрополит Маргветский.

## Биография
Окончил начальную школу в родном селе, затем учился в семилетней школе в Бакуриани. С 1961 по 1966 год он учился в Сельскохозяйственном институте Грузии, который окончил по специальности инженер лесного хозяйства.
С 1950-х годов работал в лесничестве Клухорского района, затем — в лесничестве Боржоми-Бакуриани.
3 декабря 1972 года в Сиони по благословению католикоса-патриарха всея Грузии Давида V он был рукоположён в сан диакона, а 21 октября 1973 года — в сан священника и первое время служил в церкви Святого Георгия в селе Атоци. С 1974 по 1978 год он служил настоятелем церкви Иоанна Крестителя в Хашури.
20 октября 1978 года он был пострижен в монашество с наречением имени Константин. 22 октября католикос-патриарх всея Грузии Илия II возвёл его в сан архимандрита и назначил епископом Урбнисским. Рукоположение архимандрита Константина во епископа состоялось 29 октября.
В 1980 году по благословению католикоса-патриарха всея Грузии Илии II он был возведён в сан архиепископа и назначен патриаршим хорепископом католикоса-патриарха всея Грузии. В 1984 году возведён в сан митрополита.
19 сентября 1984 года назначен митрополитом Батумским и Шемакендским.
Кроме того, с 25 августа 1986 по 15 мая 1992 года временно управлял Манглисской епархией.
В 1992 году назначен митрополитом Маргветским.
С 5 апреля 1995 по 8 октября 1998 года временно управлял Чиатурской епархией.
Был награждён высшими наградами Грузинской православной церкви: правом ношения бриллиантового креста на клобуке, правом ношения второй панагии.
Скончался 20 июля 2000 года. Похоронен 22 июля в ограде тбилисского собора Сиони.

## Публикации
- წმიდა წიგნების წარმოშობისა და დათარიღების საკითხისათვის : [თეოლოგიური წერილები] // ჯვარი ვაზისა. — თბილისი, 1980. — № 2. — გვ. 31-36
- «შენი სიკეთე…»; «ღრმა არის ზეცა, თეთრი, ნატიფი…»; ადრე გაგვანათლეს : [ლექსები] // ჯვარი ვაზისა. — თბილისი, 1981. — № 1. — გვ.3
- ყოველი სხეულებრივი არსება ყოფნა-არყოფნის ზღვარზე დგას // ჯვარი ვაზისა. — თბილისი, 1981. — № 1. — გვ. 23-25
- სასწაულია, სასწაულია; შიო მღვიმელი : [ლექსები] // ჯვარი ვაზისა. — თბილისი, 1981. — № 2. — გვ.38
- შობა : [ლექსი] // ჯვარი ვაზისა. — თბილისი, 1982. — № 2. — გვ.32
- ექვსი ათასი იყო ბერი : [ლექსი] // ჯვარი ვაზისა. — თბილისი, 1982. — № 1. — გვ. 35
- სასწაულთა ღაღადისი // ჯვარი ვაზისა. — თბილისი, 1982. — № 1. — გვ.51-53
- სამშვიდობო კონფერენცია ინგლისში : [1983 წ. 27 დეკ.] // ჯვარი ვაზისა. — თბილისი, 1983. — № 2. — გვ. 10-12
- მოგზაურობის შთაბეჭდილებანი : [ეგვიპტეში. 1984 წლის 5-17 (18-30) მაისი] // ჯვარი ვაზისა. — თბილისი, 1984. — № 1. — გვ. 14-17
- ღვთიურ მცნებათა ნათელი // ჯვარი ვაზისა. — თბილისი, 1986. — № 1. — გვ.15-17
- აკროსტიხი; მოკვდინ სუფევა; აბიბოს ნეკრესელი : [ლექსები] // ჯვარი ვაზისა. — თბილისი, 1991. — № 2. — გვ.52
- ზოგი რამ სიზმრების შესახებ / მიტროპოლიტი კონსტანტინე (მელიქიძე) // რელიგია. — 1993. — № 1. — გვ.3-19